# Šúhei Jošida
Šúhei Jošida (japonsky 吉田修平, Jošida Šúhei; * 11. února 1964) je bývalý prezident SIE Worldwide Studios v rámci společnosti Sony Interactive Entertainment.

## Život
Získal bakalářský diplom z ekonomie na Kjótské univerzitě. V roce 1986 začal pracovat u firmy Sony. Ta ho vyslala na dvouletá studia na americkou Kalifornskou univerzitu v Los Angeles, kde získal magisterský titul z řízení podniku. V roce 1993 se připojil k dceřiné společnosti Sony Computer Entertainment Kena Kutaragiho, kde pracoval na videoherní konzoli PlayStation. V dubnu 1996 byl jmenován producentem oddělení vývoje produktů. V dubnu 2000 se stal viceprezidentem vývoje produktů u Sony Computer Entertainment America. Od února 2007 zastával funkci staršího viceprezidenta amerických studií SCE Worldwide Studios, v květnu 2008 byl jmenován jejich prezidentem. V roce 2019 jej na této pozici nahradil Hermen Hulst, bývalý vedoucí studia Guerrilla Games.